# Skanörs fyr
Skanörs fyr är belägen på hamnpiren i Skanör, Vellinge kommun, Skåne län. Fyren tillkom år 1881, för att underlätta seglationen för det nya bolaget Skånska Kustens ångbåtar. Samtidigt tillkom hamnfyrar i de andra två hamnarna som skulle trafikeras, nämligen Barsebäckshamn och Mölle.
Skanörs fyr är alltjämt aktiv.